# Palež (Foča, BiH)
Palež je naseljeno mjesto u općini Foči, Republika Srpska, BiH. Nalazi se južno od prometnice Sarajevo - Trnovo - Foča. Nalazi se pored rijeke Govze, a tu je manji pritok Krupica. I Govza i Krupica izviru ispod Zelengore.
Godine 1962. godine pripojena je naselju Govzi, (Sl.list NRBiH, br.47/62). koja je zaseok Jeleča.
Današnji stanovnici su vikendaši. Većina su prijeratni žitelji koji su obnovili kuće ali ne žive tamo već povremeno dolaze. Do Paleža se dolazi kad se s glavne ceste Sarajevo - Foča skrene desno prije Miljevine. Ulazi se u klanac rječice Govze. Ima ploča. Nakon dva kilometra stiže se u Jeleč, potom uzvodno i nakon sljedeća dva-tri km se stiže u Govzu. Sa strane zelengorskih jezera, ali drugom obalom,  nekada je vodila uskotračna željeznica skroz do Paleža. Na jednom mjestu je bila i uspinjača, jer se morala svladati visinska razlika. Danas je sve to zatrpano. Pristup je zbog toga onemogućen i pješacima.

## Stanovništvo
| Narod     | Popis 1961. |
| --------- | ----------- |
| Hrvati    |             |
| Muslimani | 11          |
| Srbi      | 11          |
| ostali    |             |
| Ukupno    | 22          |

## Vanjske poveznice
- Panoramio  Arhivirana inačica izvorne stranice od 14. listopada 2016. (Wayback Machine) The carriageway section and stream in Palež canyon